# بن 10: أومنيفرس 2
بن 10: أومنيفرس 2 (بالإنجليزية: Ben 10: Omniverse 2)‏ هي لعبة فيديو صدرت في نوفمبر 5, 2013، وهي متوفرة على أجهزة بلاي ستيشن 3 وإكس بوكس 360 ووي ونينتندو 3دي إس ووي يو.

## وصلات خارجية
- بن 10: أومنيفرس 2 على موقع IMDb (الإنجليزية)